# Rhinura
Rhinura là một chi bướm đêm thuộc họ Geometridae.